# Pseudaraeolaimus perplexus
Pseudaraeolaimus perplexus är en rundmaskart som beskrevs av Benjamin G. Chitwood 1951. Pseudaraeolaimus perplexus ingår i släktet Pseudaraeolaimus och familjen Axonolaimidae. Inga underarter finns listade i Catalogue of Life.